# Kak II
Kak II est un village du Cameroun situé dans la région de l'Est et dans le département du Haut-Nyong. Kagnol I fait partie de la commune de Mboma et du canton d'Ayong-Yerap.

## Population
Lors du recensement de 2005, Kak II comptait 1 035 habitants, dont 543 hommes et 492 femmes.
En 1966/67, on dénombrait 444 habitants à Kak II.

## Infrastructures
D'après le Dictionnaire des villages du département du Haut Nyong  de 1968, Kak II se trouve sur la route de Nguélémendouka à Lamba et à Ngoap.